# Tomáš Špidlík
Tomáš Špidlík (Boskovice, 17 dicembre 1919 – Roma, 16 aprile 2010) è stato un teologo e cardinale ceco.

## Biografia
Nacque a Boskovice, diocesi di Brno, Moravia, il 17 dicembre 1919.
Fu ordinato sacerdote il 22 agosto 1949 nella Compagnia di Gesù.
Conseguì il dottorato in Sacra Teologia a Roma nel 1955 presso il Pontificio Istituto Orientale.
Fu direttore spirituale presso il Pontificio Collegio Nepomuceno dal 1951 al 1989 e, per più di quarant'anni, docente presso la Pontificia Università Gregoriana e il Pontificio Istituto Orientale a Roma.
Nell'anno accademico 1989-1990 è divenuto professore emerito.
Nel 1991 entrò a far parte dell'équipe del Centro di Studi e Ricerche "Ezio Aletti" di Roma.
Fu creato cardinale diacono da papa Giovanni Paolo II nel concistoro del 21 ottobre 2003.
Chiese ed ottenne la dispensa dall'ordinazione episcopale, in deroga a quanto richiesto dal Codice di Diritto Canonico.
Fu autorevole conoscitore della spiritualità cristiana orientale.
In occasione del suo 90º compleanno papa Benedetto XVI concelebrò con lui una santa messa nella cappella Redemptoris Mater, "capolavoro nato dalle mani di padre Marko Ivan Rupnik e dal pensiero di Tomáš Špidlík".
Morì a Roma, nel Centro Aletti, alle 21 del 16 aprile 2010, all'età di 90 anni.
Le esequie si sono tenute il 20 aprile alle ore 11.30 all'Altare della Cattedra della Basilica di San Pietro. La santa messa è stata celebrata dal cardinale Angelo Sodano, decano del Collegio Cardinalizio. Al termine della celebrazione eucaristica, il Santo Padre Benedetto XVI ha rivolto la sua parola ai presenti e ha presieduto il rito dell'ultima commendatio e della valedictio. Dopo altre due cerimonie tenutesi ad Olomouc e a Velehrad, il 30 aprile è stato sepolto nella cappella reale della basilica dell'Assunta e San Cirillo e Metodio a Velehrad.